# Rachispoda cryptistyla
Rachispoda cryptistyla är en tvåvingeart som beskrevs av Wheeler 1995. Rachispoda cryptistyla ingår i släktet Rachispoda och familjen hoppflugor.
Artens utbredningsområde är Ontario. Inga underarter finns listade i Catalogue of Life.